# Juan Díaz (Panama)
Juan Díaz è un comune (corregimiento) della Repubblica di Panama situato nel distretto di Panama, provincia di Panama. Il comune, che è una delle tredici suddivisioni della città di Panama, si estende su una superficie di 34 km² e conta una popolazione di 100.636 abitanti (censimento 2010).